# Mésangueville
Mésangueville  là một xã thuộc tỉnh Seine-Maritime trong vùng Normandie miền bắc nước Pháp.

## Huy hiệu
| Arms of Mésangueville | The arms of Mésangueville are blazoned: Or, on an inescutcheon, a tit argent, all between 4 lozenges 1,2,1 sable. (these lozenges are rotated squares)Bản mẫu:Canting Arms |

## Dân số
| 1962                                 | 1968 | 1975 | 1982 | 1990 | 1999 | 2006 |
| ------------------------------------ | ---- | ---- | ---- | ---- | ---- | ---- |
| 192                                  | 201  | 161  | 137  | 137  | 143  | 153  |
| Từ năm 1962: Dân số không tính trùng |      |      |      |      |      |      |